# Jan II Dobry (król Francji)
Jan II Dobry, fr. Jean II le Bon (ur. 26 kwietnia 1319 w Le Mans, zm. 8 kwietnia 1364 w Londynie) – hrabia Andegawenii, książę Normandii od 1332 r., hrabia Poitiers od 1344 r., książę Gujenny od 1345 r., król Francji od 1350 r. i, wreszcie, książę Burgundii od 1361 r. Należał do dynastii Walezjuszów. Syn Filipa VI i Joanny Kulawej, córki księcia Burgundii Roberta II.

## Początek rządów
W 1332 r. Filip VI doprowadził do wyboru syna na tron Francji. Filip planował w tym czasie wyjazd na wyprawę krzyżową i chciał zabezpieczyć sukcesję swojego syna na wypadek swojej śmierci. W 1339 r. Jan został dowódcą wojsk wysłanych do Hainaut przeciwko Anglikom, ale nie odniósł tam sukcesów. Niewiele lepiej poszło mu w 1346 r., kiedy walczył w Langwedocji, gdzie nie mógł zdobyć zamku Aiguillon.

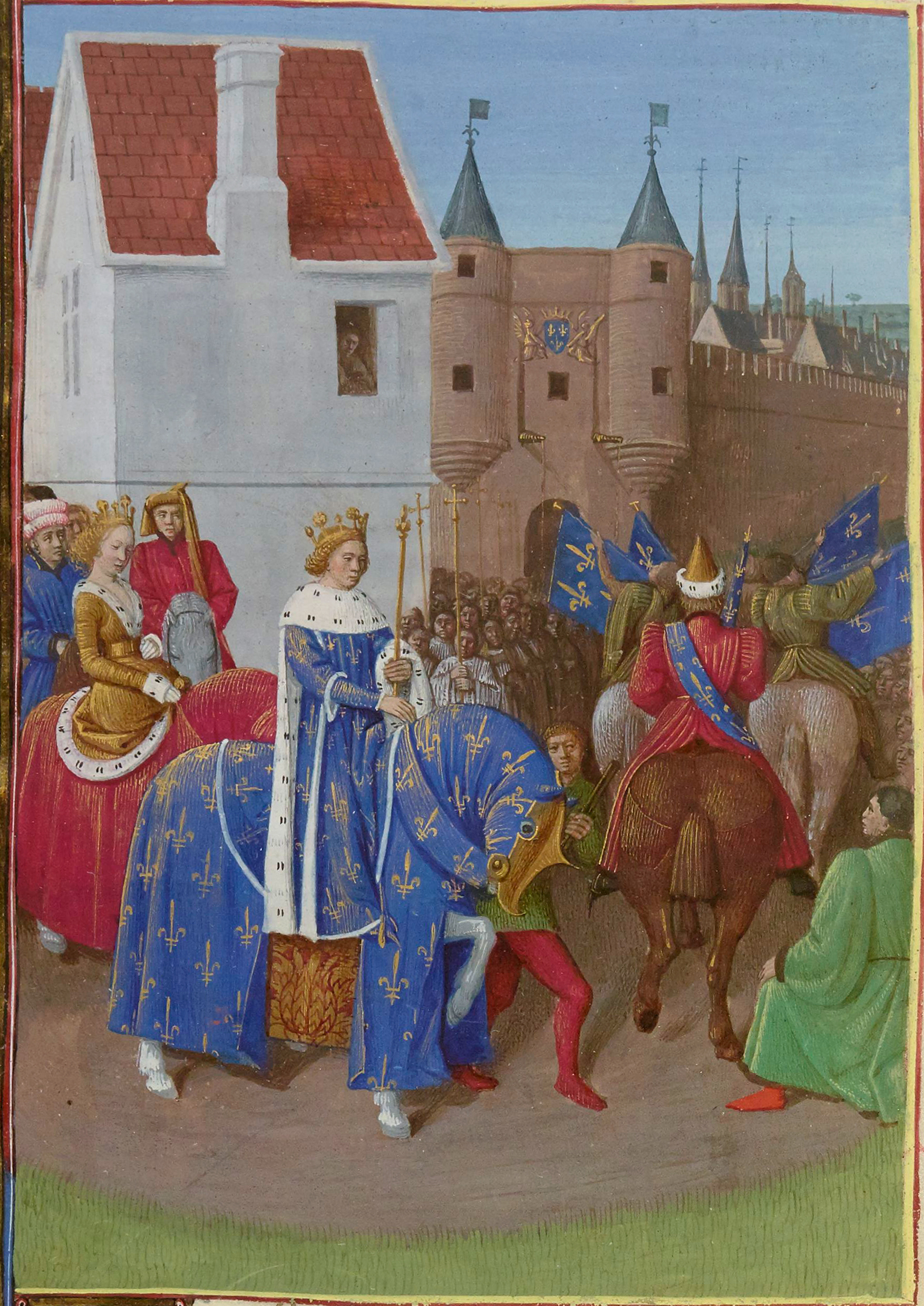
Jan II przybywa do Reims na swoją koronację

Tron Francji objął po śmierci ojca 22 sierpnia 1350 r. Odziedziczył kraj wycieńczony wojną i epidemią czarnej śmierci. Został koronowany w Reims 26 sierpnia 1350 r. Od początku rządów otaczał się przepychem i bezwzględnymi ludźmi, którym nadawał wysokie urzędy państwowe. Tym samym nie cieszył się poparciem francuskich feudałów. Jan, podobnie jak ojciec, był znakomitym rycerzem. W 1351 r. utworzył Order Gwiazdy, złożony z 500 kawalerów, którzy przysięgali, że nie ustąpią w bitwie ani na krok, ani nigdy się nie poddadzą.
Po objęciu tronu Jan nadawał wysokie godności tylko ludziom ze swojego najbliższego otoczenia. Nie przysparzało mu to popularności wśród francuskich feudałów. Szczególną ich niechęcią cieszył się faworyt króla, konetabl Karol de la Cerda. Wkrótce de la Cerda popadł w konflikt z zięciem Jana II, królem Nawarry Karolem II Złym. Między dwoma Karolami rozpoczęła się bezwzględna rywalizacja. Ostatecznie 8 stycznia 1354 r. de la Cerda został zamordowany przez stronników króla Nawarry. Jan był wściekły, ale zagrożenie angielskimi najazdami skłoniło go do ugody z Karolem. 22 lutego 1354 r. podpisano ugodę w Mantes.
Ugoda ta nie zakończyła rywalizacji. Karol II nie otrzymał przyrzeczonych mu w traktacie włości. W takiej sytuacji nawiązał kontakty z Anglią i podpisał ugodę z królem Edwardem III. Obiecał w tym traktacie wspierać militarnie działania księcia Walii Edwarda, zwanego „Czarnym Księciem”. Jan postanowił rozbić niebezpieczną dlań koalicję i 10 września 1355 r. podpisał z Karolem II kolejny traktat w Valognes, który powtarzał postanowienia ugody z Mantes. Karol z Nawarry ponownie przeszedł do obozu Jana.

## Wojna stuletnia
Tymczasem na nowo wybuchła wojna z Anglią (Wojna Stuletnia), trwająca od 1337 r. Po epidemii ospy nieco przygasła i działania wojenne koncentrowały się głównie w Bretanii, gdzie o tron walczyli popierany przez Edwarda III Jan de Montfort oraz popierani przez Francję Karol de Blois i Joanna I de Penthievre. W 1355 r. do Gujenny przybył Czarny Książę, który podjął ataki w głąb Francji. Tymczasem na początku 1356 r. król Jan stracił cierpliwość do działań Karola z Nawarry i kazał go uwięzić, a niektórych jego stronników skazał na śmierć. Nie uspokoiło to jednak sytuacji we Francji, gdyż brat króla Nawarry, Filip de Longueville, posiadacz licznych włości w Normandii, przeszedł na stronę Anglików.

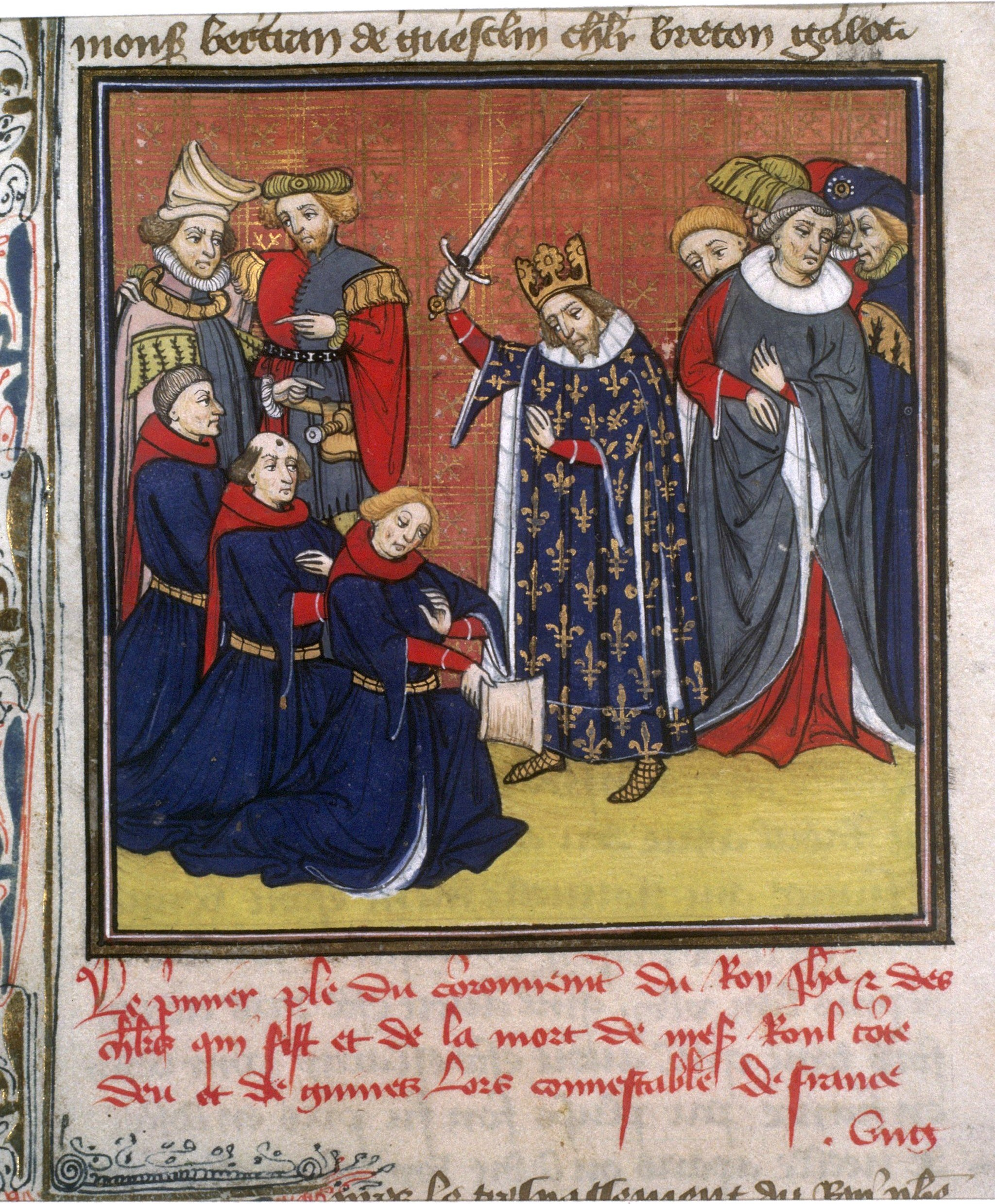
Jan II pasuje giermków na rycerzy

Król Jan przystąpił do działań wojennych latem 1356 r. Na początku obległ Breteuil w Górnej Normandii. Zamek został w końcu zdobyty, ale załoga odeszła wolno. Tymczasem 8 sierpnia 1356 r. Czarny Książę zorganizował wyprawę w kierunku centralnej Francji. Armie angielskie dotarły do Tours i rozpoczęły oblężenie miasta. Jan II ucieszył się na wieść o przybyciu Anglików i postanowił stawić im czoła w bitwie. Po kilkudniowym pościgu przeciął drogę angielskiego odwrotu i zmusił Czarnego Księcia do starcia.
Bitwie można było jednak zapobiec. Na polecenie ówczesnego papieża Innocentego kardynał Élie de Talleyrand-Périgord zdołał wynegocjować między stronami, że książę Walii za odstąpienie od walki odda wszystkie zdobyte dotąd w kampanii francuskiej zamki, jeńców (bez okupu) i zapłaci w złocie odszkodowanie za dokonane zniszczenia (a jego armia wsławiła się paleniem wsi, miast i rabunkiem słabszych, nie stawiających oporu zamków). Kardynał przedłożył Janowi II te niezwykle korzystne warunki, król jednak zażądał, by książę Walii i stu wybranych rycerzy oddało się we francuską niewolę. Tego warunku Anglicy nie mogli przyjąć.
Bitwa odbyła się 19 września 1356 r. na polu Maupertuis pod Poitiers. Jan podzielił swoje wojska na cztery kolumny. Jako pierwsza zaatakować miała kolumna marszałka de Clermont licząca 300 rycerzy. Pozostałe trzy kolumny (delfina Karola, księcia Orleanu i króla Jana) czekały w rezerwie. W dzień starcia doszło do kłótni między dwoma francuskimi marszałkami – de Clermontem i d’Audrehemem, która zakończyła się samowolną szarżą francuskiej kawalerii. Szarża ta załamała się pod ostrzałem angielskich łuczników.
Clermont uderzył na hufiec lorda Salisbury’ego, ale jego oddział został starty z powierzchni ziemi, a sam marszałek zginął. D’Audrehem uderzył na hufiec lorda Warwicka, ale jemu również nie dopisało szczęście i dostał się do niewoli. Klęska kawalerii wywołała popłoch w armii francuskiej. Niedobitki z oddziału Clermonta wpadły na spieszonych rycerzy księcia Orleanu, potęgując zamęt. W efekcie cały hufiec Orleańczyka uciekł z pola bitwy, nie podejmując walki. Klęską zakończył się również atak kolumny delfina Karola, który widząc klęskę swoich oddziałów, uciekł z pola bitwy.
Na Maupertuis pozostał ostatni hufiec francuski pod osobistą wodzą króla Jana. Nie bacząc na to, że bitwa jest już przegrana, król rzucił się w wir walki. To jest pewne, że ów mąż uciekać przed nami nie będzie – powiedział przez bitwą John Chandos, doradca króla Nawarry. Wreszcie u boku Jana pozostał tylko jego najmłodszy syn, Filip, który wciąż krzyczał: Na lewo, ojcze, strzeżcie się! Ojcze, strzeżcie się, na prawo! W końcu Jan poddał się rycerzowi banicie z Artois Denisowi de Morbecque. Jednak i inni żołnierze zaczęli kłócić się o króla, za którego zapłacono by przecież ogromny okup. Ostatecznie Jan dostał się do niewoli lorda Warwicka, który przekazał go Czarnemu Księciu.

## Ostatnie lata
W noc po bitwie książę Walii wydał ucztę na cześć Jana II. Edward sam usługiwał pokonanemu przeciwnikowi. Następnie został przewieziony do Anglii. Nie była to jednak „niewola” w ścisłym znaczeniu tego słowa. Król nie utracił swych przywilejów, mógł podróżować i kontynuować wystawne życie. Tak też czynił. Jak wynika z jego ksiąg rozrachunkowych wydawał krocie na konie, eleganckie ubrania, astrologów i nadworne grupy muzyczne. W londyńskiej Tower spędził tylko kilka miesięcy, kiedy Jean de Neuville wysadził desant w Anglii i spalił Winchelsea. Jan przetrzymywany był m.in. w Pałacu Sabaudzkim w Londynie, zamku Windsor, Hertford, Somerton, Berkhamtedt i innych.
Tymczasem Francja chyliła się ku upadkowi: zniszczenia wojenne, samowola feudałów i powstania chłopskie pogrążyły kraj w anarchii. Oddziały angielskie i nieopłacone kompanie najemników plądrowały kraj. W 1358 r. wybuchła Żakeria, powstanie chłopskie, które rychło rozszerzyło się na cały kraj. Powstańcy zdobyli nawet Paryż, ale ostatecznie zostali pokonani przez Karola z Nawarry, który po bitwie pod Poitiers odzyskał wolność.
Na mocy traktatu w Brétigny z 1360 r. ustalono wysokość okupu za uwolnienie króla (3 000 000 złotych skudów). Anglicy zgodzili się na powrót władcy do kraju w celu uzbierania ustalonej kwoty. Gwarancję dopełnienia umowy stanowił Ludwik, syn Jana Dobrego, również przebywający w angielskiej niewoli.
Ludwik jednak zbiegł. Jan Dobry natychmiast powrócił do Anglii deklarując, że nie jest w stanie uzbierać wyznaczonej sumy. Decyzja ta była krytykowana przez jego doradców oraz przez współczesnych historyków. Jan przybył do Londynu na początku 1364 r. i zamieszkał w Pałacu Sabaudzkim. Zmarł 8 kwietnia 1364 r. Jego ciało wróciło do Francji i spoczęło w bazylice Saint-Denis w Paryżu. Królem Francji został jego najstarszy syn, Karol V Mądry.

## Małżeństwo i potomstwo
28 lipca 1332 w Melun Jan poślubił Bonnę Luksemburską (20 maja 1315 – 11 września 1349), córkę króla Czech Jana I Ślepego i Elżbiety Przemyślidki, córki króla Czech i Polski Wacława II. Jan i Bonna mieli razem czterech synów i siedem córek:
- Blanka (ur. 1336), zmarła młodo
- Katarzyna (ur. 1337), zmarła młodo
- Karol V Mądry (21 stycznia 1338 – 16 września 1380), król Francji
- Ludwik I (23 czerwca 1339 – 20 września 1384), książę Andegawenii
- Jan I (30 listopada 1340 – 15 czerwca 1416), książę de Berry
- Filip II Śmiały (17 stycznia 1342 – 27 kwietnia 1404), książę Burgundii
- Joanna (24 czerwca 1343 – 3 listopada 1373), królowa Nawarry, poślubiła króla Karola II Złego
- Maria (12 września 1344 – październik 1404), żona Roberta I, księcia Bar
- Agnieszka (9 grudnia 1345 – kwiecień 1349)
- Małgorzata (20 września 1347 – 25 kwietnia 1352)
- Izabela (1 października 1348 – 11 września 1372), poślubiła Giana Galeazzo Viscontiego, księcia Mediolanu

Po śmierci Bonny, która zmarła na dżumę, Jan miał ożenić się z Blanką d’Évreux, ale miłością do 17-letniej piękności zapałał król Filip VI, który odbił synowi narzeczoną i sam się z nią ożenił. Jan poślubił więc ostatecznie Joannę I, hrabinę Owernii i Boulogne (8 maja 1326 – 29 września 1360), córkę hrabiego Wilhelma XII i Małgorzaty d’Évreux, córki hrabiego Ludwika d’Évreux. Ślub odbył się 19 lutego 1349 w Nanterre. Jan i Joanna mieli razem dwie córki:
- Blanka (ur. 1350), zmarła młodo[potrzebny przypis]
- Katarzyna (ur. 1352), zmarła młodo[potrzebny przypis]
- nieznany z imienia syn (ur. 1354), zmarł młodo[potrzebny przypis]